# Langkawi

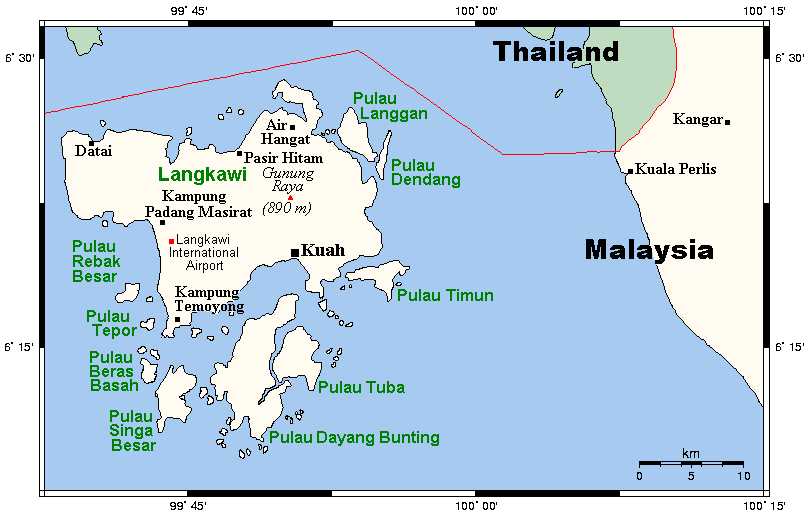
Mapa de Langkawi

Langkawi (malai: Langkawi Permata Kedah) és un arxipèlag de 99 illes (i cinc temporals a marea baixa) situat al mar d'Andaman, a 30 km al nord-oest de Malàisia, a l'Estat del Kedah. L'arxipèlag té una gran importància geològica. El Tour de Langkawi és una cursa ciclista, organitzada a l'arxipèlag. També acull l'escola de vol CAE Global Academy Langkawi.

## Vila del llibre
Es va convertir en vila del llibre l'any 1997. Forma part del "International Book Villages and Book Towns Movement" (Moviment Internacional de Viles i Ciutats del Llibre) i es troba a 10 minuts de l'aeroport internacional de Langkawi i a 15 minuts de la terminal de ferris.